# إبراهيم ديبي إتنو
إبراهيم ديبي اتنو (من 6 يونيو 1980 إلى 2 يوليو 2007)  وهو نجل الرئيس التشادي إدريس ديبي.

## سيرته
التحق إبراهيم ديبي اتنو بجامعة أوتاوا في كندا كطالب وتخرج عام 2004 وحصل على شهادة في تخصص إدارة الأعمال. يزعم أنه عام 2005، عقد الرئيس التشادي إدريس ديبي اجتماعًا سريًا أعرب فيه عن رغبته في أن يخلفه ابنه إبراهيم في وقت ما؛ هذا الاجتماع تسبب في صراع داخل الأسرة الحاكمة.

## قضيته والجريمة
في تاريخ 24 مايو 2006، جرى اعتقال إبراهيم ديبي خارج ملهى ليلي في باريس بعد تورطه في شجار وأثناء القتال، سقط مسدس نصف تلقائي غير مرخص من جيبه. فقامت الشرطة الباريسية في وقت لاحق بتفتيش منزله وعثرت على 375 جرام من الماريجوانا. وفي تاريخ 3 يونيو 2006، حكم على إبراهيم ديبي بالسجن لمدة ستة أشهر مع وقف التنفيذ بتهمة تعاطي المخدرات وحيازة الأسلحة بدون ترخيص. وبعد ذلك أقيل من منصبه كمستشار لأبيه رئيس تشاد.
عُثر على إبراهيم ديبي ميتًا على يد حارس أمن في مرآب السيارات في مبنى شقته في كوربفوا إحدى ضواحي باريس بتاريخ 2 يوليو 2007.  وبسبب طبيعة الاعتداء العنيفة (على ما يبدو) لوفاته، بدأت السلطات الفرنسية في التحقيق في الأمر باعتبارها جريمة قتل. وأشارت التحقيقات إلى أن تشريح الجثة لابراهيم ديبي كانت مغطى بمسحوق أبيض، وتوفي بسبب الاختناق، وربما بسبب المسحوق الذي يُعتقد أنه جرى رشه من طفاية حريق عثر عليها بالقرب من جسده أو مكان قريب. وكان ديبي قد أصيب بجرح في رأسه، لكن يعتقد أن هذا الاحتمال لا علاقة له بوفاته. 
وفقًا لمحامي عائلة ديبي في 17 يوليو، تعرض إبراهيم ديبي لهجوم بعد عشرة أيام من وصوله إلى فرنسا من أشخاص تشاديين؛ وقد نصحه والده بعدم السفر إلى فرنسا بسبب قضيته القانونية السابقة هناك. وقبيل الهجوم وارتكاب الجريمة بفترة قصيرة، قيل إن ديبي كان قلق للغاية وتلقى مكالمة هاتفية. تعرض للهجوم من قبل أربعة أو خمسة رجال متنكرين في زي رجال الشرطة كانوا ينتظرون وصوله إلى مرآب السيارات. وقام المهاجمون بصعق ديبي قبل قتله عن طريق رشه بمسحوق إطفاء الحريق. ثم فتشوا شقته لسبب غير معروف؛ يُتكهن بأن المهاجمين ربما كانوا يبحثون عن أموال احتفظ بها ديبي هناك.
أعيدت جثة ديبي إلى تشاد على متن رحلة مستأجرة خاصة في صباح يوم 4 يوليو. دُفن في منتصف النهار في نفس اليوم في المقبرة الإسلامية في لامادجي، شمال انجمينا. حيث أقيمت الجنازة سراً، لكن حضرها على نطاق واسع شخصيات مهمة بحضور عائلة ديبي الممتدة، وكذلك وزراء الحكومة وشخصيات سياسية مختلفة.

## الجناة
أُبلغ عن خمسة اعتقالات (أربعة في باريس وواحدة في رومانيا) فيما يتعلق بوفاة ديبي في تاريخ 28 نوفمبر 2008. وفي عام 2011، أُدين أربعة رجال بتهمة «السطو المؤدي إلى الموت دون نية للقتل» وحُكم عليهم بالسجن لمدد تتراوح بين خمس سنوات وثلاث عشرة سنة؛ تمت تبرئة رجل واحد. وعقدت محاكمة أخرى في عام 2013، بعد أن احتج المدعون العامون على الأحكام الأولية باعتبارها متساهلة ولا مبرر لها.